# جنجل
الجُنْجُل جنس نباتي ينتمي إلى الفصيلة القنبية. يضم هذا الجنس خمسة أنواع مقبولة وأربعة لم يحسم أمرها بعد.

## من أنواعهاالواطنةفيالوطن العربي
- الجنجل الشائع (باللاتينية: Humulus lupulus) في بلاد الشام والمغرب العربي وكل أوروبا

## أنواعه الأخرى
منها جنجل ياباني